# Талажское сельское поселение
Талажское сельское поселение или муниципальное образование «Талажское» — сельское поселение в Приморском муниципальном районе Архангельской области Российской Федерации.
Соответствует административно-территориальным единицам в Приморском районе — Талажскому сельсовету, Зимне-Золотицкому сельсовету, Патракеевскому сельсовету и Повракульскому сельсовету.
Административный центр — посёлок Талаги.

## География
Расположено к северо-востоку от Северного округа города Архангельск, вдоль проток Северной Двины, рек Кузнечиха и Маймакса, а также на острове Повракульский и Зимнем берегу Белого моря. Также выделяются реки Ижма, Лодьма, Сумара, Зимняя Золотица, Това, Большая Торожма, Волживка, Малая Ница, Маслена, Большие Козлы, Кадь, Куя, Кушкушара, Мудьюга, Пала, Софьина, Ульмица, Чидвия.

## История
Муниципальное образование было образовано в 2004 году.
В 2015 году (Законом Архангельской области от 28 мая 2015 года № 289-17-ОЗ) в состав Талажского сельского поселения были влиты упразднённые Зимне-Золотицкое, Патракеевское и Повракульское сельские поселения.
10 февраля 1931 года вышло постановление ВЦИК, по которому в состав Приморского района вошли Ижемский и Часовенский сельсоветы упразднённого Архангельского района Северного края.
1 января 2020 года Земля Франца-Иосифа и остров Виктория были зачислены за муниципальным образованием (сельским поселением) Талажское.

## Население
| 2005  | 2007  | 2010  | 2011  | 2012  | 2013  | 2014  | 2015  | 2016  |
| ----- | ----- | ----- | ----- | ----- | ----- | ----- | ----- | ----- |
| 2710  | →2710 | ↘1975 | ↘1967 | ↗2035 | ↗2143 | ↗2265 | ↗2272 | ↗3308 |
| 2017  | 2018  | 2019  | 2020  | 2021  | 2023  |       |       |       |
| ↘3237 | ↘3213 | ↘3165 | ↘3164 | ↗3829 | ↗3840 |       |       |       |

## Населённые пункты
В сельское население входят 27 населённых пунктов:
| №  | Населённый пункт  | Тип населённого пункта | Население |
| -- | ----------------- | ---------------------- | --------- |
| 1  | Архипово          | деревня                | ↗21       |
| 2  | Верхняя Золотица  | деревня                | ↗148      |
| 3  | Верховье          | деревня                | ↘24       |
| 4  | Горка             | деревня                | ↗111      |
| 5  | Дом инвалидов     | посёлок                | →0        |
| 6  | Ижма              | деревня                | ↗112      |
| 7  | Кадь              | деревня                | ↘2        |
| 8  | Козлы             | деревня                | →3        |
| 9  | Кондратьевская    | деревня                | ↗12       |
| 10 | Корелы            | деревня                | ↗6        |
| 11 | Коровкинская      | деревня                | ↗13       |
| 12 | Кушкушара         | деревня                | ↗49       |
| 13 | Куя               | деревня                | ↗6        |
| 14 | Лапоминка         | деревня                | ↗41       |
| 15 | Маяк Вепревский   | населённый пункт       | ↘3        |
| 16 | Маяк Зимнегорский | населённый пункт       | ↗2        |
| 17 | Мудьюг            | посёлок                | ↘0        |
| 18 | Наволок           | деревня                | ↗84       |
| 19 | Нижняя Золотица   | деревня                | ↘81       |
| 20 | Патракеевка       | деревня                | ↗115      |
| 21 | Повракульская     | деревня                | ↗631      |
| 22 | Погорельская      | деревня                | ↗10       |
| 23 | Подборка          | деревня                | ↘0        |
| 24 | Талаги            | посёлок                | ↘1781     |
| 25 | Това              | выселок                | →1        |
| 26 | Хаврогоры         | деревня                | →0        |
| 27 | Часовенская       | деревня                | ↗57       |